# Condado de Butte (Dakota del Sur)
El condado de Butte (en inglés: Butte County, South Dakota), fundado en 1883,  es uno de los 66 condados en el estado estadounidense de Dakota del Sur. En el 2000 el condado tenía una población de 9094 habitantes en una densidad poblacional de 2 personas por km². La sede del condado es Belle Fourche.

## Geografía
Según la Oficina del Censo, el condado tiene un área total de 5870 km² (2266,4 mi²), de la cual 5824 km² (2248,6 mi²) es tierra y 46 km² (17,8 mi²) es agua.

### Condados adyacentes
- Condado de Harding - norte
- Condado de Perkins - noreste
- Condado de Meade - sureste
- Condado de Lawrence - suroeste
- Condado de Crook (Wyoming) - oeste
- Condado de Carter (Montana) - noroeste

## Demografía
En el 2000 la renta per cápita promedia del condado era de $29 040, y el ingreso promedio para una familia era de $34 173. El ingreso per cápita para el condado era de $13 997. En 2000 los hombres tenían un ingreso per cápita de $26 769 versus $15 758 para las mujeres. Alrededor del 12.80% de la población estaba bajo el umbral de pobreza nacional.
| 1900 | 1910 | 1920 | 1930 | 1940 | 1950 | 1960 | 1970 | 1980 | 1990 | 2000 | Est. 2008 |
| ---- | ---- | ---- | ---- | ---- | ---- | ---- | ---- | ---- | ---- | ---- | --------- |
| 2907 | 4993 | 6819 | 8589 | 8004 | 8161 | 8592 | 7825 | 8372 | 7914 | 9094 | 9593      |

## Localidades

### Ciudades y pueblos
- Belle Fourche
- Fruitdale
- Newell
- Nisland

### Municipios
- Municipio de Union
- Municipio de Vale

### Lugar designado por el censo
- Vale

### Territorios no organizados
- East Butte
- West Butte

## Mayores autopistas
- Carretera de U.S.85
- Carretera de U.S.212
- Carretera de Dakota del Sur 34
- Carretera de Dakota del Sur 79
- Carretera de Dakota del Sur 168